# What a Day (Ben Howard)
What a Day is een nummer van de Britse singer-songwriter Ben Howard uit 2021. Het is de eerste single van zijn vierde studioalbum Collections from the Whiteout.
Op "What a Day" laat Howard een iets luchtiger geluid horen dan op zijn vorige album. De tekst lijkt zich te verdiepen in emoties van verwarring, je verloren voelen en het zoeken naar genezing en helderheid. Het nummer flopte in Howards thuisland het Verenigd Koninkrijk, maar werd wel een bescheiden succesje in Vlaanderen, waar het de 18e positie bereikte in de Tipparade.

## Tracklijst
- Muziekdownload

1. "What a Day" (singleversie) - 4:17
2. "What a Day" - 5:16